# سبورت برو
سبورت برو (بالإنجليزية: SportsPro)‏ هي شركة إعلامية مقرها لندن في المملكة المتحدة وتركز على الجوانب التجارية والحوكمة للرياضة العالمية. لقد أصبحت معروفه لميزاتها المتعمقة، ودراساتها التحليلية الخاصة بالرياضة، ولائحتها السنوية لأكثر 50 رياضيًا قابلاً للتسويق في العالم، والتي تُنشر في شهر مايو من كل عام.